# 神经图灵机
神经图灵机（英語：Neural Turing machine，NTM）是图灵机的循环神经网络模型。该方法由Alex Graves等人于2014年发表。 NTM 将神经网络的模糊模式匹配功能与可编程计算机的算法能力相结合。
NTM 有一个与外部记忆资源耦合的神经网络控制器，并通过注意力机制与之交互。内存交互是端到端可微的，使得可以使用梯度下降法来优化它们。具有长短期记忆(LSTM) 网络控制器的 NTM可以仅从示例中推断出简单的算法，例如复制、排序和联想回忆。
原始 NTM 论文的作者没有发布他们的源代码。  第一个稳定的开源实现于 2018年在第27届国际人工神经网络会议上发布，并获得了最佳论文奖。
可微神经计算机是神经图灵机的产物，具有控制记忆活动位置并提高性能的注意力机制。